# Spiroctenus spinipalpis
Spiroctenus spinipalpis là một loài nhện trong họ Nemesiidae.
Spiroctenus spinipalpis được miêu tả năm 1919 bởi Hewitt.